# Vélodrome d'Ordrup
Le vélodrome d'Ordrup (Ordrupbanen) était une piste cycliste située à Ordrup, près de Copenhague, au Danemark. La piste a été construite sur les terres d'Ejgaarden dans la municipalité de Gentofte en 1888 et a été fermée en 2000. Il a accueilli les championnats du monde de cyclisme sur piste à neuf reprises, un record : en 1896, 1903, 1909, 1914, 1921, 1931, 1937, 1949 et 1956.

## Histoire
Le vélodrome d'Ordrup a connu son apogée dans les années précédant la Seconde Guerre mondiale, avec des vedettes mondiales danoises telles que Thorvald Ellegaard et Willy Falck Hansen qui ont attiré à plusieurs reprises des salles pleines à Ordrupbanen. Les courses cyclistes de qualité, souvent organisées plusieurs fois par semaine, les prix très élevés, les bonnes conditions climatiques et le grand nombre de spectateurs faisaient que tous les grands noms internationaux voulaient absolument courir à Ordrupbanen. À l'époque, les spectateurs s'accrochaient aux toits autour de la piste, où l'on pouvait voir jusqu'à 16 000 spectateurs. Après la guerre, ce sont des coureurs comme Kay Werner Nielsen et Palle Lykke qui ont attiré les foules.
La première piste est inaugurée le 29 juillet 1888. Il s'agissait d'une piste de sable de 333,3 m de long sans virages relevés
.
En 1893, la deuxième piste devient une piste en ciment de 333,3 m avec des coins légèrement surélevés.
Après une rénovation majeure en 1903, la troisième piste devient une piste en ciment de 370 m avec des virages à 40 degrés. La largeur de la piste était de 9 mètres.
En 1930-31, Henning Hansen construit une tribune de 110 mètres de long face à Brannersvej. En 1935, une nouvelle tour d'arbitre et une cabane furent ajoutées. La cabane remplaça le centre équestre rond de 1895, qui avait été utilisé pendant quarante ans.
Une quatrième voie avec du ciment neuf a été prête le 10 mai 1987. La nouvelle voie était plus courte de 1,80 mètre (368,20 m). En raison de la rénovation, la piste d'Ordrup n'a pas été utilisée en 1986.
L'année 2000 est l'affiche de la dernière épreuve dans le vélodrome.
La dernière course du 3 septembre 2000 a marqué la fin des 120 ans d'histoire du Danish Bicycle Club à Ordrupbanen. La piste était alors la plus ancienne piste cyclable du monde. La vente de l'ancienne piste a rapporté 18 millions de couronnes danoises au Club danois du vélo. Cet argent a été utilisé pour construire l'arène cycliste à Ballerup. Aujourd'hui, la zone où se trouvait la piste d'Ordrup a été aménagée avec des logements et une nouvelle ère a commencé avec la construction du Ballerup Super Arena.

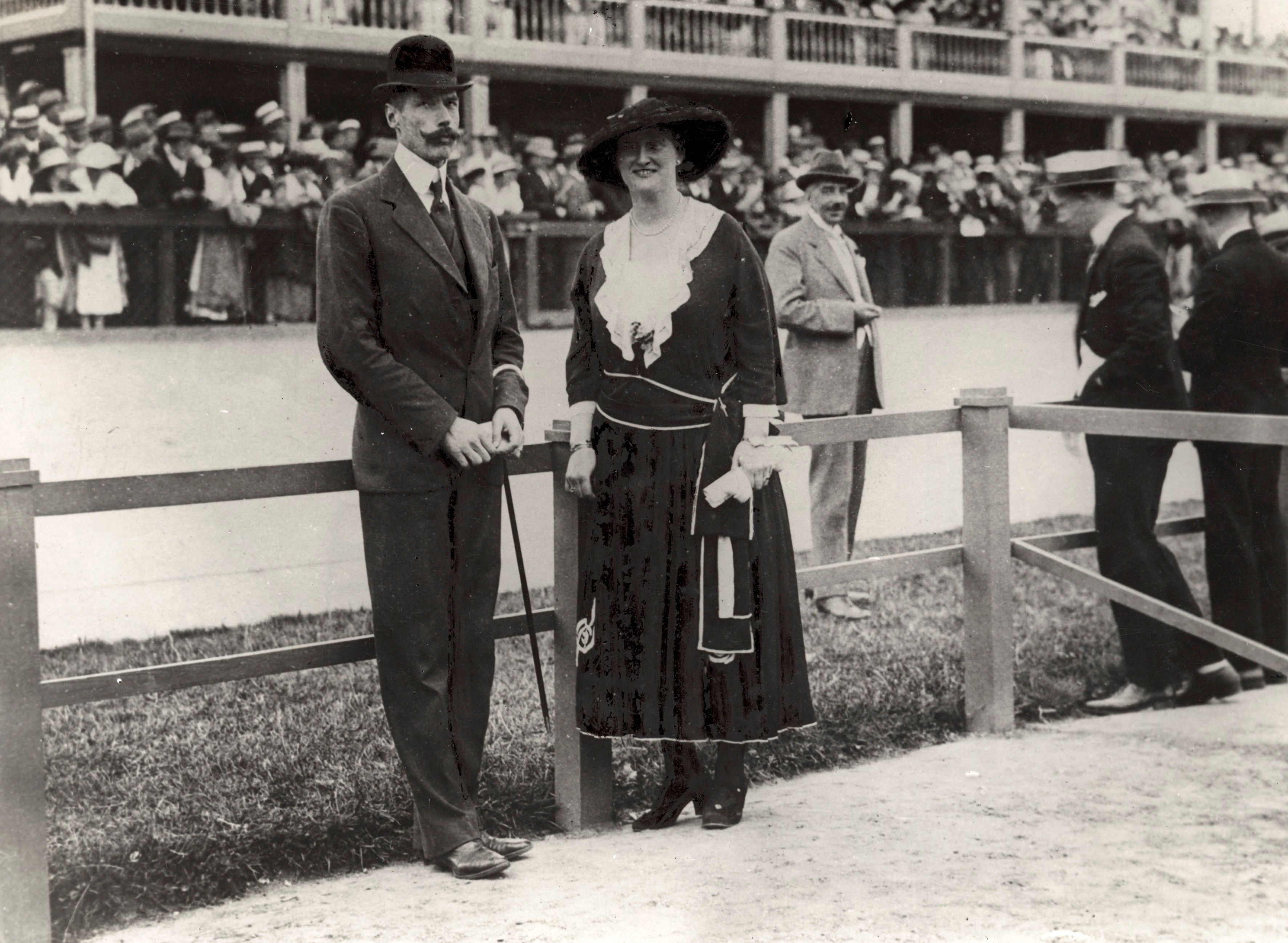
La princesse Hélène et le prince Harald assistant aux Championnats du monde de cyclisme sur piste 1921 au vélodrome d'Ordrup dans la banlieue de Copenhague.